# آنری بیانشری
آنری بیانشری (فرانسوی: Henri Biancheri‎؛ زادهٔ ۳۰ ژوئیهٔ ۱۹۳۲ - درگذشته ۱ دسامبر ۲۰۱۹) بازیکن فوتبال اهل فرانسه بود.
از باشگاه‌هایی که در آن بازی کرده‌است می‌توان به باشگاه فوتبال موناکو، باشگاه فوتبال سوشو و باشگاه فوتبال آنژه اشاره کرد.
وی همچنین در تیم ملی فوتبال فرانسه بازی کرده‌است.